# Пељаве
Пељаве су насељено мјесто у општини Лопаре, Република Српска, БиХ. Према попису становништва из 2013. године, у насељу је живјело 572 становника.

## Становништво
Према попису становништва из 1991. године, мјесто је имало 620 становника.
| Демографија | Демографија | Демографија |
| Година      | Становника  | Становника  |
| ----------- | ----------- | ----------- |
| 1961.       | 483         |             |
| 1971.       | 402         |             |
| 1981.       | 659         |             |
| 1991.       | 620         |             |
| 2013.       | 572         |             |